# Skogsmil
Skogsmil är ett gammalt svenskt längdmått som ungefär motsvarar drygt fem kilometer. Före år 1649 hade varje landskap en egen definition av mil. År 1649 infördes enhetsmilen på 18 000 alnar (motsvarande 10 688,54 meter), men på grund av framkomligheten fanns också enheterna , som var betydligt kortare än en vanlig mil. Denna äldre mil användes före metersystemet. En skogsmil motsvarade ungefär en rast (dvs hur långt en person kunde ta sig utan att vila), vilket ansågs vara lite drygt fem kilometer eller enligt SAOB "något mindre än en halv gammal mil”.